# Агнес фон Райнфелден
Агнес фон Райнфелден (на немски: Agnes von Rheinfelden, * ок. 1065, † 19 декември 1111) е принцеса, по-късно херцогиня на Церинген. Тя подарява манастира „Св. Петър“ на Шварцвалд, гробницата на Церингите. Нейната сестра е кралицата на Унгария, Аделхайд Швабска, от 1078 г. съпруга на крал Ласло I.

## Биография
Агнес е дъщеря на швабския херцог Рудолф фон Райнфелден (* 1025, † 1080), геген-крал на Хайнрих IV и втората му съпруга Аделхайд Торинска (* 1052, † 1079), дъщеря на граф Ото I от Савоя и на Аделхайд от Суза и полусестра на Берта Савойска, от 1066 г. съпругата на император Хайнрих IV. По други източници Агнес е родена през май 1060 г. от първата съпруга на Рудолф, Матилда Швабска († 1060), третата дещеря на император Хайнрих III и Агнес Поатиенска.
Детството си Агнес прекарва във вече несъществуващия замък Щайн на остров в Рейн директно пред днешния град Райнфелден в Швейцария на границата между Швабия и Бургундия.
Агнес се омъжва през 1079 г. за херцог Бертхолд II от Церинген (* 1050, † 1111), херцог на Швабия (геген-херцог) и от 1100 г. „херцог на Церинген“ от династията Церинги.
След смъртта на нейния баща през 1080 г. и ранната смърт на неговия единствен, но бездетен син херцог Бертхолд фон Райнфелден през 1090 г. Агнес е единствената наследница на Райнфелденската собственост в Шварцвалд, кантон Берн и Бургундия. На документи от 1192 и 1220 г. тя е наречена „Agnes filia regis Rudolfi Arulacensis“ („управляваща дъщеря“).
Нейните собствености отиват чрез женитбата ѝ в ръцете на Церингите, но са контролирани от нея. През 1093 или 1108 г. тя подарява собственостите Бухзе заедно с църквите на манастир Св. Петър, който става така домашен манастир и нова гробница на Церингите.
Бертхолд II помага в началото, както баща му Бертхолд I на геген крал Рудолф и затова през 1077 г. те загубват титли и собственост. С помощта на Велфите и папата той е първо от 1092 до 1098 г. геген-херцог към Фридрих фон Щауфен и през 1098 г. е номиниран за херцог на Церинген.
Агнес умира през 1111 г. няколко месеца след нейния съпруг. Тя му ражда най-малко седем деца, три сина и четири или пет дъщери. Агнес е погребана, както нейният съпруг, в подарената от нея Церингска – гробница в манастир Св. Петър на Шварцвалд. С нея изчезва род Райнфелден.

## Деца
Синове:
- Бертхолд (* ок. 1080)
- Рудолф II (* ок. 1082, † 1111), граф на Райнфелден
- Бертхолд III (* ок. 1085, † 3 май 1122), наследник на Конрад I херцог на Церинген
- Конрад I (* ок. 1090, † 8 януари 1152), херцог на Церинген, от 1127 ректор на Бургундия, женен от 1130 г. за Клеменция от Люксембург-Намюр († 1158)

Дъщери:
- Агнес († сл. 8 януари 1125), омъжена за Вилхелм II граф на Бургундия-Безансон
- Лиутгард (* ок. 1087, умира млада)
- Петриса (* ок. 1095, † ок. 1115/пр. 1116), омъжена от 1111 за граф Фридрих I фон Пфирт
- Лиутгард (* ок. 1098, † 25 март 1131), омъжена от преди 1129 за Готфрид I граф на Калв
- Юдит (* ок. 1100), омъжена за граф Улрих II фон Гамертинген († 18 септември 1150 като монах в Цвифалтен)